# Aulacoscelis tuberculata
Aulacoscelis tuberculata is een keversoort uit de familie schijnhaantjes (Orsodacnidae). De wetenschappelijke naam van de soort werd in 1975 gepubliceerd door Medvedev.